# 吕费莱塞希雷
吕费莱塞希雷（法語：Ruffey-lès-Echirey，法語發音：[ʁyfɛ lɛ.z‿eʃiʁɛ]）是法国科多尔省的一个市镇，位于该省东部，省会第戎以北，属于第戎区。

## 地理
吕费莱塞希雷（47°21'59"N, 5°4'51"E）面积11.12 平方千米，位于法国勃艮第-弗朗什-孔泰大區科多尔省，该省份为法国中东部省份，北起奥布省，西接涅夫勒省和约讷省，南至索恩-卢瓦尔省，东南接汝拉省，东临上索恩省，东北部与上马恩省接壤。
与吕费莱塞希雷接壤的市镇（或旧市镇、城区）包括：布勒蒂尼、圣阿波利奈尔、贝勒丰、第戎、瓦鲁瓦和谢尼奥。

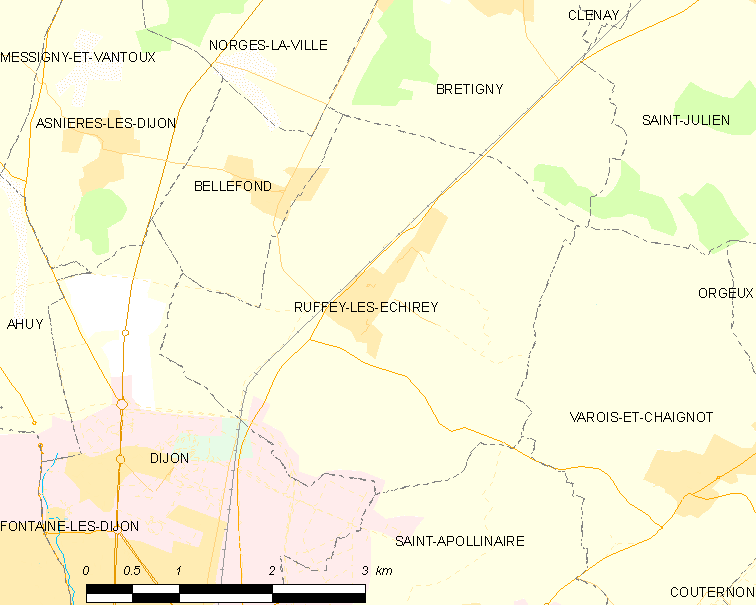
吕费莱塞希雷的OSM定位图

吕费莱塞希雷的时区为UTC+01:00、UTC+02:00（夏令时）。

## 行政
吕费莱塞希雷的邮政编码为21490，INSEE市镇编码为21535。

## 政治
吕费莱塞希雷所属的省级选区为方丹莱第戎县。

## 人口

1962-2008年间吕费莱塞希雷人口变化图示

吕费莱塞希雷于2022年1月1日时的人口数量为1404人。